# Čvrsnica

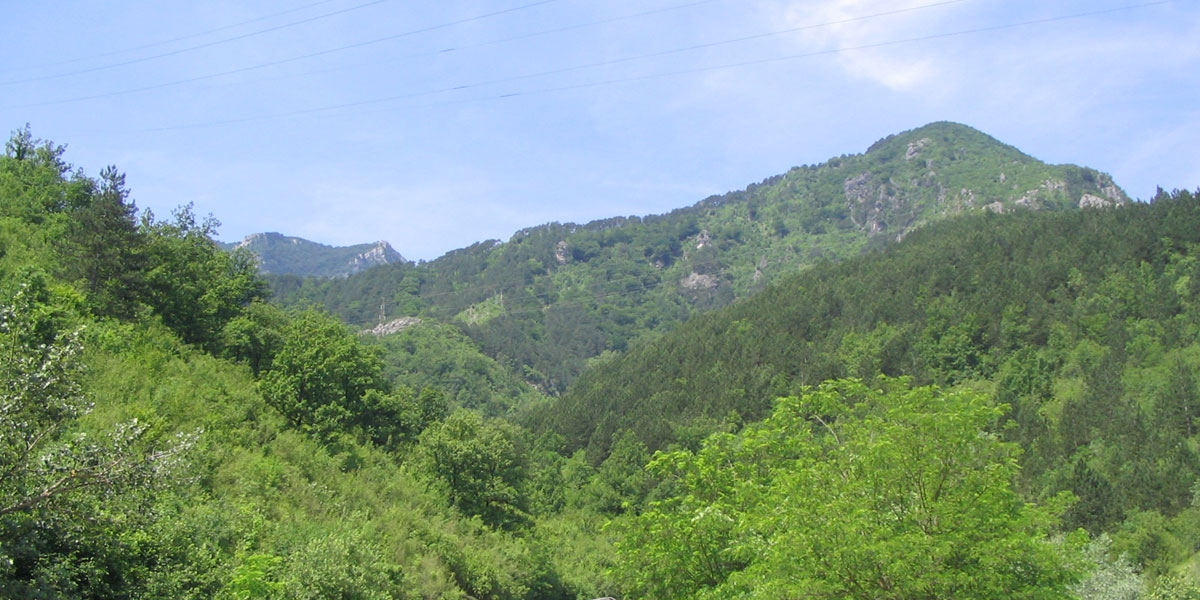
Pohled na jeden z kopců v Čvrsnici z údolí Neretvy

Čvrsnica (v srbské cyrilici Чврсница) je pohoří v Bosně a Hercegovině. Nachází se v jižní části země v blízkosti města Posušje. Nejvyšší vrchol Pločno dosahuje výšky 2228 m n. m.
Čvrsnici obklopuje z východní strany hluboké údolí řeky Neretvy, do které přitékají potoky Doljanka a Drežanka, představující další přirozené bariéry k přístupu k pohoří. Z jižní strany se poté rozprostírá rovina Dugo polje (Dlouhé pole) a ze západu hora Vran. V samotném pohoří se nachází několik vrcholů, které dosahují nadmořské výšky přesahující 2000 m. (Pločno 2228 m, Veliki Jelinak 2179 m, Veliki Vilinac 2118 m). Nachází se zde také značný počet jezer (Blidnje, Crepulja a Crvenjak).